# Rousskoïe Poretchnoïe
Rousskoïe Poretchnoïe (en russe : Русское Поречное) est un village du selsoviet de Portechnoïe du raïon de Soudja dans l'oblast de Koursk, en Russie. Sa population s'élevait à 227 habitants au recensement de 2021.

## Géographie
Le village de Rousskoïe Poretchnoïe se situe dans l'oblast de Koursk, un oblast de la partie européenne de la Russie. Le village fait partie du raïon de Soudja, avec Soudja comme centre administratif. Il se trouve dans le selsoviet de Portechnoïe, une municipalité, avec le village de Tcherkasskoïe Poretchnoïe comme chef-lieu.

## Démographie
Recensements (*) et estimations de la population :
| 2002 * | 2010* | 2021* | - |
| ------ | ----- | ----- | - |
| 355    | 298   | 227   | - |